# Issy ten Donkelaar
Issy ten Donkelaar (* 7. November 1941 in Losser) ist ein niederländischer ehemaliger Fußballspieler und - trainer.

## Spielerkarriere
Ten Donkelaar spielte in Enschede bis 1965 beim Sportclub und anschließend bis 1971 für den FC Twente. Hier spielte er zunächst auf Linksaußen, wurde dann von Kees Rijvers zum Außenverteidiger umgeschult. Mit der Mannschaft erreichte er 1968/69 Platz drei, die beste Platzierung in seiner Zeit bei den Rot-Weißen. Im Sommer 1971 wechselte ten Donkelaar in die Eerste Divisie zu Heracles Almelo, wo er bis zum Karriereende blieb.

## Trainerkarriere
Nach der aktiven Karriere, war ten Donkelaar Nachwuchstrainer bei seinem Heimatverein FC Twente. 1994 wurde als Nachfolger von Rob Baan in den Cheftrainerposten des Vereins befördert. Im November des Folgejahres wurde er nach einer 0:3-Niederlage gegen NAC Breda gekündigt. Im Januar 1996 wurde der Deutsche Hans Meyer sein Nachfolger. Nach diesem Engagement zog es ten Donkelaar wieder in die Jugendabteilung des Klubs. Darüber hinaus ist er für das Jugendscouting verantwortlich.